# Banswara
Banswara (hindi बांसवाड़ा) – miasto w północno-zachodnich Indiach, w południowej części staniu Radżastan. Znane jest również pod nazwą "miasto 100 wysp", ponieważ znajduje się w nim wiele wysp, na przepływającej rzece Mahi. Jest to jedno z głównych miast Radżastanu, otoczone pasmami górskimi z wieloma świątyniami, najbardziej znana jest świątynia Madareshvar. Miasto liczy ok. 100 tysięcy mieszkańców.